# Bandera de Tuvalu
La bandera de Tuvalu fou instaurada el 1978 quan el país esdevingué independent de les Illes Gilbert i Ellice l'any 1978. La bandera mostra la Union Jack britànica, ja que antigament formà part de l'Imperi Britànic, a més d'un conjunt d'estrelles representant les illes del país.
El nom "Tuvalu" significa "vuit junts", fent referència a les vuit illes que estaven habitades. L'octubre de 1995 es va eliminar una de les estrelles de la bandera per adaptar-se al nom del país. Al gener de 1996, la bandera es va substituir per una de nova que no es basava en la bandera britànica, però es van conservar les vuit estrelles. Aquesta bandera, però, no va agradar als habitants, que consideraven que es tractava d'un pas cap a la substitució de la monarquia popular de Tuvalu per una república. En un incident, la gent de Niutao, un dels nou atols de Tuvalu, va tallar el pal de la bandera tan bon punt es va aixecar la nova bandera. L'antiga bandera es va restablir l'any 1997, i es van restaurar les nou estrelles. Des de llavors, les pressions poblacionals han donat lloc a l'assentament de la novena illa.

Correspondència entre les estrelles de la bandera i les illes que formen Tuvalu.

## Banderes històriques

Illes Gilbert i Ellice (1892-1976).
Colònia de Tuvalu (1976-1978)
Bandera de Tuvalu (1978-1995)
Bandera de Tuvalu (1995)
Bandera de Tuvalu (1996-abril 1997)